# Ida Hawley
Ida Hawley (26 de abril de 1876 – 9 de diciembre de 1908) fue una actriz de comedia musical y soprano canadiense que trabajó en los Estados Unidos.

## Primeros años
Ida Hawley nació en Belleville, Ontario en 1876 y más tarde se crió en Toronto, donde recibió su educación superior en la Loretto Abbey Catholic Secondary School
Se sabe poco sobre su vida, aparte de que cuando no estaba trabajando en los Estados Unidos mantuvo una residencia en el Hotel Flanders en Toronto y que dejó un legado de trabajo de una carrera que duró apenas más de una década.[cita requerida]

## Carrera
Su carrera profesional comenzó en 1897 como actriz de teatro con la compañía de Augustin Daly, interpretando The Tempest de Shakespeare en Filadelfia y más tarde en Boston. Después de una temporada de trabajo de repertorio, Hawley dejó a Daly para interpretar a Yvonne en Paul Jones de Alejandro Dumas en el Schiller Theatre de Chicago, seguido de un papel en A Runaway Girl en el Chestnut Street Theatre de Filadelfia.
La siguiente temporada trabajó en la comedia musical Three Little Lambs (de R.A. Barnett y el compositor E.W. Corliss) que se estrenó en el Fifth Avenue Theatre de Nueva York el día de Navidad de 1899. Al año siguiente apareció en la extravagancia musical A Million Dollars de Louis Harrison y George V. Hobart, que se abrió a críticas desfavorables el 27 de septiembre de 1900.[cita requerida]
Hawley tuvo más suerte como Ruth en la exitosa producción de The Burgomaster, una comedia musical escrita por Gustav Luders y compuesta por Frank Pixley. Los críticos elogiaron su actuación como la princesa Soo-Soo en A Chinese Honeymoon por George Dance (dramaturgo) y el compositor Howard Talbot. Unos meses más tarde asumió el papel de Edith en otra comedia musical de Luders y Pixley, The Prince of Pilsen, durante su larga carrera en el Broadway Theatre. 
Más tarde en 1903 Hawley comenzó a trabajar como suplente para la cantante de ópera Fritzi Scheff en su gira nacional con las operetas cómicas Babette, de Victor Herbert y Harry B. Smith y Two Roses, basada en She Stoops to Conquer de Oliver Goldsmith. En mayo de 1904, Hawley reemplazó a Scheff por el resto de la temporada después de que una grave dolor de garganta obligó a la actriz a retirarse de la gira.
En agosto de 1905, Hawley interpretó a Polly Premier en el Broadway Theatre en The Pearl and the Pumpkin, escrito por Paul West y el compositor John W. Bratton. En 1906 actuó en una producción off-Broadway de The Blue Moon, de Howard Talbot y Paul Rubens, y al año siguiente interpretó el papel principal en The Lady from Lane’s de Gustav Kerker y George Broadhurst, una comedia musical que duró 47 representaciones en el Casino Theatre.

## Muerte
Ida Hawley murió el 9 de diciembre de 1908, a la edad de 32 años, en el sanatorio de Alston en la calle 61 Oeste en Manhattan por complicaciones después de una operación de apendicitis. Sus restos fueron devueltos a Toronto, donde aún residía su padre.